# Thymus kotschyanus
Thymus kotschyanus — вид рослин родини глухокропивові (Lamiaceae), поширений у західній Азії: Азербайджан, Вірменія, Грузія, Ліван, Сирія, Туреччина, Іран, Ірак.

## Опис
До 10 см заввишки. Листки 9–13 × 4.5–6 мм, від коротко-волосистих до запушених. Квіти до 7.5 мм завдовжки, від білого до світло-рожевого кольору у щільних голівках довжиною 1–2 см.

## Поширення
Поширений у західній Азії: Азербайджан, Вірменія, Грузія, Ліван, Сирія, Туреччина, Іран, Ірак.
Населяє голі гірські схили на висотах 800–2250 м.